# 08/15 (film)
08/15 (08/15 Teil 1: In der Kaserne) è un film tedesco diretto da Paul May del 1954.
Il titolo si riferisce a una variante della mitragliatrice MG 08. Il soggetto del film è tratto dal romanzo 08/15 La rivolta del caporale Asch di Hans Hellmut Kirst.